# Ryszard Jasinowski
Ryszard Jasinowski (ur. 4 października 1967 w Gubinie) – polski żużlowiec.
Wychowanek klubu Falubaz Zielona Góra, licencję zdobył w 1983 roku (nr 886). Jako zawodnik tego klubu startował w rozgrywkach z cyklu Drużynowych Mistrzostw Polski w latach (1984–1990). Trzykrotny medalista tych rozgrywek, złoto w 1985 roku, srebro w roku 1989 i brąz w 1984 roku. W 1985 roku zdobył brązowy medal w Młodzieżowych mistrzostwach par klubowych.

## Drużynowe Mistrzostwa Polski - Sezon Zasadniczy Najwyższej Klasy Rozgrywkowej
| Sezon | Klub                 | Miejsce | Liga   | Średnia/bg | Średnia/mc | Pkt     | Bonusy | Razem   | Komplety | Biegi | Mecze |
| ----- | -------------------- | ------- | ------ | ---------- | ---------- | ------- | ------ | ------- | -------- | ----- | ----- |
| 1984  | Falubaz Zielona Góra |         | 1 Liga | 0,923      | 2,200      | 11 (87) | 1      | 12 (87) | 0        | 13    | 5     |
| 1985  | Falubaz Zielona Góra |         | 1 Liga | 0,643      | 1,400      | 7 (88)  | 2      | 9 (85)  | 0        | 14    | 5     |
| 1986  | Falubaz Zielona Góra | 4       | 1 Liga | 1,133 (63) | 1,444 (74) | 13 (79) | 4      | 17 (79) | 0        | 15    | 9     |
| 1987  | Falubaz Zielona Góra | 5       | 1 Liga | 0,857 (69) | 1,500 (74) | 15 (81) | 3      | 18 (82) | 0        | 21    | 10    |
| 1988  | Falubaz Zielona Góra | 4       | 1 Liga | 1,000      | 1,333      | 4 (98)  | 0      | 4 (99)  | 0        | 4     | 3     |
| 1989  | Falubaz Zielona Góra |         | 1 Liga | 1,351 (47) | 3,000 (55) | 39 (60) | 11     | 50 (59) | 0        | 37    | 13    |
| 1990  | Falubaz Zielona Góra | 7       | 1 Liga | 0,769 (59) | 1,000 (63) | 7 (68)  | 3      | 10 (67) | 0        | 13    | 7     |

W nawiasie miejsce w danej kategorii (śr/m oraz śr/b - przy założeniu, że zawodnik odjechał minimum 50% spotkań w danym sezonie)
- Młodzieżowe Mistrzostwa Polski Par Klubowych na Żużlu
  - 1985 - Bydgoszcz - 3. miejsce  → wyniki
- Turniej o Srebrny Kask
  - 1986 - Zielona Góra, Gorzów Wielkopolski - 14. miejsce - 7 pkt → wyniki
- Turniej o Brązowy Kask
  - 1984 - Bydgoszcz - 12. miejsce - 5 pkt → wyniki
  - 1986 - Leszno, Gniezno - 8. miejsce - 13 pkt → wyniki
- Młodzieżowe Indywidualne Mistrzostwa Polski na Żużlu
  - 1986 - Toruń - 11. miejsce - 5 pkt → wyniki
  - 1987 - Gorzów Wielkopolski - 10. miejsce - 6 pkt → wyniki